# Giorgio Levi Della Vida
Giorgio Levi Della Vida, né à Venise le 22 août 1886, mort à Rome le 25 novembre 1967, est un orientaliste italien, principalement arabisant et hébraïsant, et historien des religions monothéistes, surtout de l'islam.

## Biographie
Issu d'une famille d'origine juive des deux côtés, mais totalement détachée de la religion, il passa son enfance et son adolescence à Florence, à Rome, à Gênes, puis à nouveau à Rome, au gré des affectations professionnelles de son père Ettore (Venise, 1852-Rome, 1923), directeur de banque. Une crise religieuse à l'adolescence le conduisit à apprendre l'hébreu en autodidacte pour lire l'Ancien Testament dans le texte original. La lecture de l'œuvre d'Ernest Renan lui fit alors aussi grande impression.
En 1904, habitant Rome, il s'inscrivit à la faculté des lettres de l'Université La Sapienza et y suivit les cours d'hébreu et de langues sémitiques comparées d'Ignazio Guidi ainsi que ceux d'arabe de Celestino Schiaparelli et d'épigraphie grecque de Federico Halbherr. En 1908/09, il suivit au Caire Ignazio Guidi appelé à professer dans la nouvelle université fondée alors par le prince Fouad. Au retour, il présenta devant le même Guidi un mémoire de licence portant sur un texte syriaque. Il obtint ensuite successivement une bourse pour l'École archéologique italienne d'Athènes, puis une autre pour l'Université du Caire, où il suivit les cours de Carlo Alfonso Nallino.
De retour en Italie en 1911, il se mit à collaborer à l'ouvrage monumental de l'historien du monde arabo-musulman Leone Caetani, Annali dell' Islam (histoire de la religion islamique année après année depuis l'époque de Mahomet, dont il sortit dix volumes de 1905 à 1926) ; il considéra ensuite Caetani comme l'un de ses deux principaux maîtres, avec Ignazio Guidi. La même année 1911, il épousa Adelaide Campanari († 1955), une aristocrate de la famille des marquis de Castelmassimo (de Veroli).
De 1914 à 1916, il enseigna l'arabe au Reale Istituto Orientale de Naples (l'actuelle Université L'Orientale), où il eut notamment pour étudiant Enrico Cerulli, et il fréquenta le cercle de Benedetto Croce. De 1916 à 1919, il occupa une chaire de langues sémitiques à l'Université de Turin. Début 1920, il succéda à Ignazio Guidi, atteint par la limite d'âge, comme professeur d'hébreu et de langues sémitiques comparées à l'Université La Sapienza. En 1921, il fut l'un des fondateurs, avec Carlo Alfonso Nallino, de l’Istituto per l'Oriente (avec sa revue Oriente Moderno).
Il fut un opposant de la première heure au fascisme, pour lequel il ressentait, selon ses propres termes, « une répugnance quasi-physiologique ». Dès 1924, il se retira du conseil d'administration de l’Istituto per l'Oriente (lié à l'État italien, avec des hauts fonctionnaires et des diplomates), « pour éviter tout contact, même indirect, avec le gouvernement fasciste ». Il donna alors des contributions politiques à des organes de presse libéraux (Il Paese, éphémère journal de Francesco Saverio Nitti, créé en 1921 et saccagé par les Chemises noires le 30 octobre 1922, et La Stampa, à l'invitation de Luigi Salvatorelli), ce qui lui valut une agression physique quelques jours après la Marche sur Rome. Après l'assassinat de Giacomo Matteotti, il adhéra à l'Unione Nazionale de Giovanni Amendola (fondée en novembre 1924) et fut l'un des signataires du Manifeste des intellectuels antifascistes rédigé par Benedetto Croce et publié dans le journal Il Mondo en mai 1925. Mais après les attentats de 1926 contre Mussolini, toute opposition légale devint impossible, et cette période d'activisme politique prit fin.
Il accepta en 1927 de contribuer pour son domaine de compétence à l'Encyclopédie Treccani, dirigée par le philosophe fasciste Giovanni Gentile (articles « Arabi », « Semiti », « Ebrei »). Le décret royal du 28 août 1931 imposa à tous les enseignants des universités un serment de fidélité au régime fasciste ; il fit partie de la vingtaine (sur plus de deux mille) qui refusèrent d'y souscrire ; en conséquence, il perdit son poste à La Sapienza. Le cardinal Eugène Tisserant, préfet de la Bibliothèque vaticane, lui procura un emploi de remplacement : responsable de la collection de manuscrits arabo-musulmans de la bibliothèque, poste qu'il occupa de 1932 à 1938 et dans lequel il réalisa un catalogue et une série d'études d'histoire culturelle. En avril 1938, il donna au Collège de France une série de trois leçons intitulée Les Sémites et leur rôle dans l'histoire religieuse.
Après l'introduction des lois raciales, en septembre 1938, il décida de quitter l'Italie, acceptant un contrat de deux ans offert par l'Université de Pennsylvanie à Philadelphie. Pendant ce séjour aux États-Unis, qui dura jusqu'en 1945, il enseigna aussi à l'Université d'État de San Diego (Californie), à laquelle il fit don plus tard de sa collection personnelle de manuscrits et imprimés.
En 1945/46, il rentra brièvement en Italie, y retrouvant sa famille qui y était restée, et étant immédiatement réintégré dans l'Université La Sapienza. Mais il repartit encore deux ans aux États-Unis, cette fois avec sa femme, de 1946 à 1948. Rentré ensuite définitivement en Italie, il occupa jusqu'à sa retraite en 1956 sa chaire à La Sapienza intitulée « histoire et institutions musulmanes », puis « islamistique ». Membre de l'Académie des Lyncéens, et son représentant au comité éditorial de l'Encyclopédie de l'Islam, membre associé ou correspondant de nombreuses académies et sociétés orientalistes étrangères, il était alors l'orientaliste italien le plus célèbre. Il collabora de 1952 à 1958 au Corriere della Sera. Il fut sollicité par Margarete Wallmann comme conseiller pour la première mise en scène à la Scala du David de Darius Milhaud et Armand Lunel (direction musicale de Nino Sanzogno, première le 2 janvier 1955).
L'Université de Californie a institué en son honneur une médaille associée à une bourse d'études intitulée Giorgio Levi Della Vida Award, une Giorgio Levi Della Vida Conference biennale, et une collection intitulée Giorgio Levi Della Vida Series in Islamic Studies.

## Publications

### Éditeur scientifique
- « Pseudo-Beroso siriaco », Rivista degli Studi Orientali, vol. 3, 1910, p. 7-43 (réimpression à part, Analecta Gorgiana 576, Gorgias Press, 2010).
- Les Livres des chevaux de Hišam ibn al-Kalbī et Muḥammad ibn al-‘Arabī, publiés d'après le manuscrit de l'Escorial ar. 1705, Leyde, E. J. Brill, 1928.
- « La Dottrina e i Dodici Legati di Stomathalassa. Uno scritto di ermetismo popolare in siriaco e in arabo » (textes syriaque et arabe et traduction italienne), Atti dell' Accademia Nazionale dei Lincei, classe di scienze morali, storiche e filologiche, ser. 8, vol. 3, 1950, p. 477-542.

### Auteur
- Storia e religione nell'Oriente semitico, Rome, Libreria di scienze e lettere, 1924.
- « Le iscrizioni neopuniche della Tripolitana », Libya, vol. III, 1927, p. 91-116.
- Elenco dei manoscritti arabi islamici della Biblioteca Vaticana, Biblioteca Apostolica Vaticane, Studi e Testi 67, Cité du Vatican, 1935, et Studi e Testi 242, Cité du Vatican, 1965 (2 vol.).
- Les Sémites et leur rôle dans l'histoire religieuse, Annales du Musée Guimet, Bibliothèque de vulgarisation, t. 53, Paris, P. Geuthner, 1938.
- Ricerche sulla formazione del più antico fondo dei manoscritti orientali della Biblioteca Vaticana, Biblioteca Apostolica Vaticana, Studi e Testi 92, Cité du Vatican, 1939.
- Frammenti coranici in carattere cufico nella Biblioteca Vaticana (codici vaticani arabi 1605, 1606), Biblioteca Apostolica Vaticana, Studi e Testi 132, Cité du Vatican, 1947.
- « Sopra un trattato di ermetismo popolare in siriaco e in arabo », Ricerche religiose, vol. 18, 1947, p. 350-362.
- (avec Jeanne Bignami-Odier), « Une version latine de l'Apocalypse de Serge-Bahira », Mélanges d'archéologie et d'histoire, vol. 62, 1950, p. 125-148.
- « La traduzione araba delle Storie di Orosio », dans Fontes Ambrosiani 27 (= Miscellanea Giovanni Galbiati 3), Milan, 1951, p. 185-203.
- Aneddoti e svaghi arabi e non arabi, Milan-Naples, R. Ricciardi, 1959.
- « Un texte mozarabe d'histoire universelle », dans Études d'orientalisme dédiées à la mémoire de Lévi-Provençal, Paris, Maisonneuve et Larose, 1962, t. I, p. 175-183.
- « I mozarabi tra Occidente e Islam », dans L'Occidente e l'Islam nell'Alto Medioevo, XII Settimana di studio del Centro italiano di studi sull'Alto Medioevo (1964), Spolète, 1965, p. 667-695.
- Fantasmi ritrovati, Venise, Neri Pozza, 1966 (et Naples, Liguori, 2004).
- Note di storia letteraria arabo-ispanica (volume édité par Maria Nallino), Rome, Pubblicazioni dell'Istituto per l'Oriente, 1971.
- Arabi ed Ebrei nella storia (articles de l'Encyclopédie Treccani et leçons du Collège de France publiés en un volume par Francesco Gabrieli et Fulvio Tessitore), Naples, Guida, 1984.
- Pitagora, Bardesane e altri studi siriaci (édité par Riccardo Contini), Studi Orientali 8, Università degli Studi La Sapienza, Rome, G. Bardi, 1989.